# Antoni Gual i Oleza
Antoni Gual i Oleza (Palma, Mallorca, 1594 - Palma, 1655) va ser un poeta mallorquí en llengua castellana. Teòleg i escriptor del segle XVII, canonge de Mallorca des de 1644. Va publicar sermons, poemes cultes i un romanç religiós. Investigat per la Inquisició el 1635, va ser defensat per Dídac Desclapés.